# Александр Кірштейнс
Александр Кірштейнс (нар. 27 серпня 1948, Вецпіебалга) — латвійський політик і архітектор, у 1995—1997 роках міністр, член Сейму Латвійської Республіки, депутат Європарламенту 5-го скликання.

## Біографія
Архітектор за освітою, у 1972 році закінчив Ризький політехнічний інститут. Він працював за спеціальністю, починаючи з міської адміністрації Риги, а з середини 1970-х років головним архітектором проєктної компанії Pilsētprojekts.
Наприкінці 1980-х років він почав опозиційну діяльність і приєднався до Латвійського національного руху за незалежність (LNNK). У 1990 році на вільних виборах був обраний депутатом Верховної Ради Латвійської РСР. У 1993, 1995, 1998 та 2002 роках обирався до Сейму 5-го, 6-го, 7-го та 8-го термінів, де перебував до 2006 року. З грудня 1995 року по серпень 1997 року він був міністром без портфеля у відносинах з Європейським Союзом у двох урядах Андріса Шкелі. Після створення партії TB/LNNK у 1997 році очолив власну невелику партію. У 1998 році вступив до Народної партії.
Після вступу Латвії до Європейського Союзу формально з травня по липень 2004 року обіймав мандат євродепутата 5-го терміну. Під час 8-го сейму став незалежним депутатом. З 2007 року вів власний бізнес як архітектор і консультант.
Згодом приєднався до групи «Все для Латвії!», у 2013 році від націоналістів увійшов до міської ради в Ризі. У 2014 році як кандидат від партії Національне об'єднання «Все для Латвії!» – ТБ/ЛННК отримав мандат депутата до Сейму 12 каденції. У 2018 і 2022 роках він зберіг його на 13-му і 14-му термінах парламенту Латвії.

## Відзнаки
Був нагороджений, серед ін. орденом Трьох зірок ІІІ ступеня (2000).

## Виноски
1. 1 2 3 4  pace.coe.int
2. ↑  http://titania.saeima.lv/Personal/Deputati/Saeima12_DepWeb_Public.nsf//0/5D51A02241EAFA9CC2257D7B0032D9BB/?OpenDocument&lang=EN — Сейм Латвії.
3. ↑  Members of the European Parliament, Членове на Европейския парламент, Diputados al Parlamento Europeo, Poslanci Evropského parlamentu, Medlemmer af Europa-Parlamentet, Mitglieder des Europäischen Parlaments, Euroopa Parlamendi liikmed, Βουλευτές του Ευρωπαϊκού Κοινοβουλίου, Députés au Parlement européen, Feisirí Pharlaimint na hEorpa, Zastupnici u Europskom parlamentu, Deputati al Parlamento europeo, Eiropas Parlamenta deputāti, Europos Parlamento nariai, Az Európai Parlament képviselői, Il-Membri tal-Parlament Ewropew, Leden van het Europees Parlement, Posłowie do Parlamentu Europejskiego, Deputados ao Parlamento Europeu, Deputații în Parlamentul European, Poslanci Európskeho parlamentu, Poslanci Evropskega parlamenta, Euroopan parlamentin jäsenet, Europaparlamentets ledamöter
4. ↑  http://titania.saeima.lv/Personal/Deputati/Saeima13_DepWeb_Public.nsf/0/781C010D8AE2F232C22583320029E4E8/?OpenDocument&lang=EN — Сейм Латвії.
5. 1 2 3 4 5 6  Aleksandrs Kiršteins (латис.). grudzień 2009. Архів оригіналу за 20 грудня 2017. Процитовано 1 грудня 2022. [Архівовано 2013-05-05 у Wayback Machine.]
6. 1 2  Aleksandrs Kiršteins (латис.). Архів оригіналу за 11 червня 2004. Процитовано 1 грудня 2022. [Архівовано 2011-09-11 у Wayback Machine.]
7. ↑  Latvijas Republikas valdības sastāvs 1995.gada 21.decembris – 1997.gada 13.februāris (латис.). Архів оригіналу за 19 червня 2006. Процитовано 1 грудня 2022. [Архівовано 2010-05-28 у Wayback Machine.]
8. ↑  Latvijas Republikas valdības sastāvs 1997.gada 13.februāris – 1997.gada 7.augusts (латис.). Архів оригіналу за 19 червня 2006. Процитовано 1 грудня 2022. [Архівовано 2010-05-28 у Wayback Machine.]
9. ↑  Profil na stronie Parlamentu Europejskiego.
10. ↑  Aleksandrs Kiršteins (латис.). Архів оригіналу за 14 квітня 2016. Процитовано 1 грудня 2022.
11. ↑  12.Saeima: Aleksandrs Kiršteins (латис.).
12. ↑  Ievēlēto deputātu alfabētiskais saraksts (латис.).
13. ↑  14. Saeimā ievēlēti septiņi politiskie spēki; 'Attīstībai/Par!' nepārvar 5% barjeru (латис.). 2 października 2022.